# Sabellastarte zebuensis
Sabellastarte zebuensis är en ringmaskart som först beskrevs av McIntosh 1885.  Sabellastarte zebuensis ingår i släktet Sabellastarte och familjen Sabellidae. Inga underarter finns listade i Catalogue of Life.